# International Journal of Obstetric Anesthesia
International Journal of Obstetric Anesthesia is een internationaal, aan collegiale toetsing onderworpen wetenschappelijk tijdschrift op het gebied van de anesthesiologie; met name het gebruik van anesthesie in de verloskunde. De naam wordt in literatuurverwijzingen meestal afgekort tot Int. J. Obstet. Anesth. Het wordt uitgegeven door Elsevier namens de Obstetric Anaesthetists' Association en verschijnt 4 keer per jaar.